# Andere Tijden
Andere Tijden is een Nederlands televisieprogramma. Het wordt gemaakt door NTR en de VPRO op NPO 2 en behandelt historische onderwerpen. Er wordt aan de hand van beeldmateriaal en gesprekken met betrokkenen teruggeblikt op een gebeurtenis van toen die al dan niet verband houdt met het heden. Ad van Liempt bedacht het televisieprogramma in 1998 samen met regisseur Gerda Jansen Hendriks.
Het programma werd vanaf de eerste uitzending tot en met 18 december 2019 bijna steeds gepresenteerd door Hans Goedkoop; in januari 2020 werd hij vervangen door Astrid Sy. De eindredactie is in handen van Marja Ros. De beeldresearchers zijn Gerard Nijssen en Lizzy van Winsen. 
Coördinator van de afdeling Geschiedenis van NTR en de VPRO is Godfried van Run. Deze afdeling zorgde onder andere voor de series De Oorlog, De Slavernij en De Gouden Eeuw. Van Run was tevens invalpresentator, hij presenteerde het programma op 19 mei 2015 en van maart tot en met juni 2018.
Aanvankelijk werden er in een uitzending meestal meerdere onderwerpen behandeld. Later werd steeds slechts één onderwerp behandeld, vaak aan de hand van de actualiteit of een bepaalde datum in de uitzendweek. Daarnaast zijn er ook speciale extra lange uitzendingen met bijvoorbeeld alleen beeldmateriaal van een bepaald onderwerp. Bij een actuele gebeurtenis waarbij over dat onderwerp al een uitzending is geweest, komt het soms voor dat deze dan wordt herhaald en de geplande uitzending pas later wordt uitgezonden.
Op internet heeft het televisieprogramma samen met het radioprogramma OVT (Onvoltooid Verleden Tijd) een uitgebreide mediabibliotheek waarin eerder uitgezonden programma's en aanvullende informatie terug te zien zijn. Ook bestaat er sinds mei 2020 een podcast, gepresenteerd door Mirjam Gulmans en Steven Smit.

## Onderscheidingen
- 2001 - Nipkowschijf
- 2002 - Comeniusmedaille
- 2004 - Gouden Beeld (aflevering WOII in amateurfilm, categorie Informatief)
- 2008 - Eurekaprijs

## Varia
- Sinds 2000 kwam er enkele jaren van Andere Tijden een boek uit met verhalen die gebaseerd waren op de uitzendingen.

- Naast Andere Tijden bestaat er een variant op NPO 1 die zich op historische sportgebeurtenissen richt, Andere Tijden Sport.

Andere Tijden · De Flat van Ali B · De Meiden van Halal · De school van Prem · Dichtbij Nederland · Dunya & Desie · Groot Dictee der Nederlandse Taal · Groot Kinderdictee der Nederlandse Taal · Het Klokhuis · Het uur van de wolf · Holland Doc · Kunststof · Met het Mes op Tafel · NOVA* · Pauw & Witteman*** · Premtime · Raymann is Laat · Sesamstraat · Sinterklaasjournaal · Stellenbosch** · Waltz** · Zembla

*: In samenwerking met VARA en NOS       **: In samenwerking met VARA en VPRO       ***: In samenwerking met VARA